# Alfons Heck
Alfons Heck (1927, moselská oblast – 11. dubna 2005) byl za mládí v Hitlerjugend, ale později se z něj stal aktivista za lidská práva a autor knih, vztahujících se k nacistickému Německu.

## Biografie
Heck vyrůstal ve vznikajícím nacistickém Německu. V roce 1933 odešel na Hitlerem sponzorovanou školu a jako desetileté dítě vstoupil do Hitlerjugend. Ve spolupráci s nacistickým Německem zůstal tak dlouho, že dokonce vstoupil do Luftwaffe a setkal se osobně i s Hitlerem. Po válce ho spojenci narekrutovali, aniž by jim záleželo na jeho minulosti, a využili ho jako informátora, aby nalezli skrývající se nacisty. Když se přišlo na jeho minulost byl Heck uvězněn a chystal se s ním proces, ale nakonec byl propuštěn.
Po konci války se přestěhoval do Kanady a poté do Spojených států, kde litoval svých aktivit v minulosti, když se spřátelil s přeživší obětí holokaustu. Společně pak uspořádali diskusní turné po univerzitách, kde mluvili o hrůzách, kterých byli oba svědky.
Heck poskytl svědectví o paralelách nacismu a islamismu a objevil se v dokumentu Obsession: Radical Islam's War Against the West.